# 伊藤芳明 (ジャーナリスト)
伊藤 芳明（いとう よしあき、男性、1950年 - ）は、日本のジャーナリスト。毎日新聞社論説特別顧問。日本記者クラブ名誉会員。映画倫理機構年少者映画審議会委員。公益財団法人 フォーリン・プレスセンター非常勤理事。元毎日新聞社専務・主筆。

## 略歴
1974年東京大学文学部社会学科卒業後、毎日新聞社入社。大阪本社社会部、東京本社外信部、1986年カイロ支局特派員、1991年ジュネーブ支局特派員、1996年ワシントン特派員など、海外の現場を経験し、2001年外信部長、東京、大阪の編集局長、2013年専務・主筆・編集編成担当、2016年からは論説特別顧問を務める。また日本記者クラブでは2014年から2017年まで第17代理事長を務め、2021年名誉会員となった。

## 人物
- 趣味はラグビーで、学生時代から始め、2022年現在も現役のラガーメン。

## 著作
- 毎日新聞外信部アフリカを考える取材班 『アフリカ飢えの構図』（三一書房、1985年）ISBN 4380852164
- 伊藤芳明『アラブ―戦争と生活』（岩波書店、1991年）ISBN 4380910113
- 伊藤芳明『ボスニアで起きたこと―「民族浄化」の現場から』（岩波書店、1996年）ISBN 4000020943
- 伊藤芳明『一目でわかる国際紛争地図』（ダイヤモンド社、2002年）ISBN 4478170495
- 伊藤芳明・藤井雄一郎・藪木宏之『あの感動と勇気が甦ってくる ラグビー日本代表 ONE TEAMの軌跡』（講談社、2020年）ISBN 4065208270

## 出演番組
ラジオ
- 森本毅郎・スタンバイ! （TBSラジオ、水曜日担当コメンテーター）